# Lady Marmalade
Lady Marmalade, in Europa ursprünglich als Voulez-vous coucher avec moi ce soir? veröffentlicht, ist ein Disco-Funk-Song von Kenny Nolan und Bob Crewe. Das Lied wurde von der Girlgroup Labelle, bestehend aus den Sängerinnen Patti LaBelle, Nona Hendryx und Sarah Dash in New Orleans aufgenommen; die Produzenten waren Allen Toussaint und Vicki Wickham. Labelle veröffentlichten ihn auf ihrem Album Nightbirds und als Single bei Epic Records.

## Inhalt
Der Text ist „eine Ode an eine Prostituierte in New Orleans“; die französische Textzeile des Refrains « Voulez-vous coucher avec moi ce soir ? » bedeutet „Wollen Sie heute Abend mit mir schlafen?“.

## Rezeption
Der All-Music-Guide urteilte:

„Die Qualität des Liedes wird durch seine Beständigkeit bewiesen – es ist vielmals und von vielen unterschiedlichen Künstlern gecovert worden, und immer klingt es gut. Das stimmt für die originalgetreue Soulversion der O'Jays wie für Herbie Manns Fusion-Interpretation, das stimmt für die groben Soul-Blues Coverversionen von Willis „Gator“ Jackson und Irma Thomas ebenso wie für die geschmeidige Dancepop-Version der Britpop-Diven All Saints. In jeder Bearbeitung klingt Lady Marmalade gut, aber in den Händen von Labelle war das Lied unbestreitbar großartig.“

In der Liste der 500 besten Songs aller Zeiten des Rolling Stone wurde Lady Marmalade im Jahr 2004 in der Originalversion von Labelle auf Platz 479 gesetzt. Dave Marsh wählte das Lied in seinem Buch The Heart of Rock & Soul – The 1001 Greatest Singles Ever Made auf Platz 984 und nannte es „Die großartigste Französischlektion des Disco“.
Im März 2021 wurde der Song in das National Recording Registry aufgenommen.
Die Musik lebt laut Stephen Thomas Erlewine von AllMusic von „einem der großartigsten Soul-Funk-Grooves aller Zeiten“ mit einer „unvergesslichen Melodie und einem Rhythmus, so funky und urwüchsig, dass er wirkt, als hätte es ihn immer schon gegeben.“

## Kommerzieller Erfolg

### Chartplatzierungen
Das Lied avancierte zum Nummer-eins-Hit in Kanada, den Niederlanden und den Vereinigten Staaten. Darüber hinaus erreichte es Top-20-Platzierungen in Italien, Österreich oder auch dem Vereinigten Königreich.
| ChartsChartplatzierungen       | Höchstplatzierung | Wochen/ Monate |
| ------------------------------ | ----------------- | -------------- |
| Deutschland (GfK)              | 17 (26 Wo.)       | 26 Wo.         |
| Österreich (Ö3)                | 17 (2 Mt.)        | 2 Mt.          |
| Vereinigte Staaten (Billboard) | 1 (18 Wo.)        | 18 Wo.         |
| Vereinigtes Königreich (OCC)   | 17 (9 Wo.)        | 9 Wo.          |

| ChartsJahrescharts (1975)      | Platzierung |
| ------------------------------ | ----------- |
| Deutschland (GfK)              | 43          |
| Vereinigte Staaten (Billboard) | 22          |

### Auszeichnungen für Musikverkäufe
| Land/Region               | Auszeichnungen für Musikverkäufe (Land/Region, Auszeichnung, Verkäufe) | Verkäufe  |
| ------------------------- | ---------------------------------------------------------------------- | --------- |
| Vereinigte Staaten (RIAA) | Gold                                                                   | 1.000.000 |
| Insgesamt                 | 1× Gold ·                                                              | 1.000.000 |

## Coverversionen

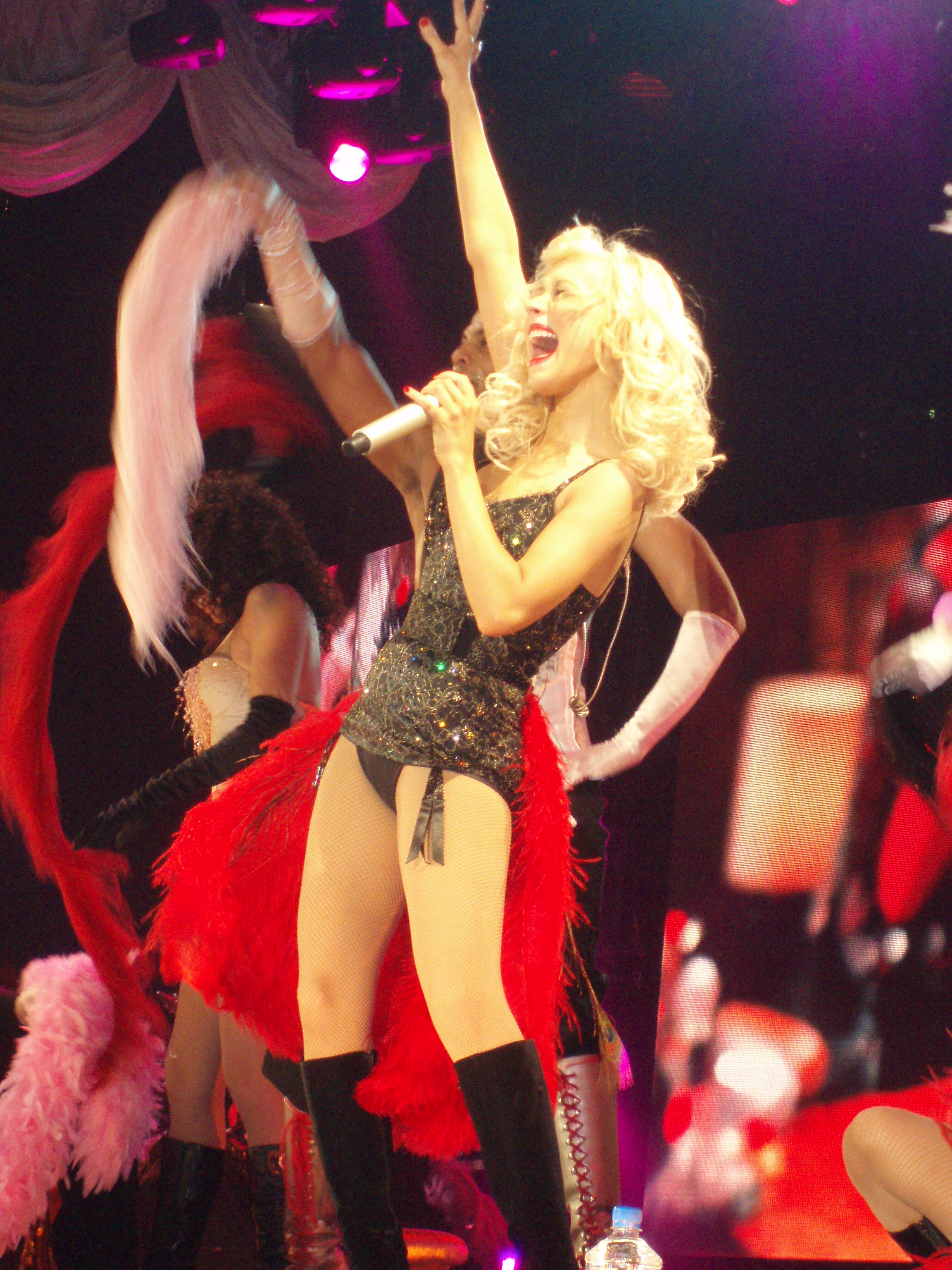
Christina Aguilera (2001)

### Deutschsprachige Adaptionen
Von dem Lied existieren mehrere Coverversionen:
Die österreichische Sängerin Gilla nahm 1975 mit der Band Seventy-Five Music sowohl eine deutsche als auch eine englische Version auf. Den Text zu Willst du mit mir schlafen geh’n schrieb Fred Jay, produziert wurde die Single von Frank Farian. Willst du mit mir schlafen geh’n erreichte Platz 24 in der deutschen Hitparade.

### Version ausMoulin Rouge
2001 wurde die Version zum Film Moulin Rouge von Christina Aguilera, Lil’ Kim, Mýa und Pink ein erneuter großer Erfolg. Das Lied wurde als die erste Single vom Soundtrack-Album im Sommer 2001 veröffentlicht. Produziert wurde es von Missy Elliott und Rockwilder, es gibt auch eine Version mit Missy Elliott.
Diese Version wurde in den US-amerikanischen Billboard Hot 100 ein Nummer-eins-Hit und war im Sommer 2001 fünf Wochen auf der Spitzenposition. Lady Marmalade wurde Aguileras vierter Nummer-eins-Hit in den Billboard Hot 100 und der erste für Lil’ Kim, Pink und Mýa. Außerdem wurde diese Version von Lady Marmalade ebenfalls weltweit ein Hit und erreichte in vielen Ländern die Spitze der Charts. Die Single verkaufte sich alleine im Jahr 2001 über 5,2 Millionen Mal.

#### Musikvideo
Die Regie zum Musikvideo führte Paul Hunter. Es wurde Ende März 2001 auf den Sets zu Moulin Rouge in Los Angeles gedreht. Das Video gewann den MTV Video Music Award für das „beste Video des Jahres“ und das „beste Video für einen Film“. Es war zudem nominiert für das „beste Dance-Video“, „beste Pop-Video“, die „beste Choreographie“ und „beste Art-Direction“. Der Song gewann 2002 einen Grammy in der Kategorie „Grammy Award für die beste Pop-Kollaboration“. Es belegte Platz 30 von MuchMusics 100 besten Musikvideos.

#### Chartplatzierungen
| ChartsChartplatzierungen       | Höchstplatzierung | Wochen |
| ------------------------------ | ----------------- | ------ |
| Deutschland (GfK)              | 1 (19 Wo.)        | 19     |
| Österreich (Ö3)                | 3 (28 Wo.)        | 28     |
| Schweiz (IFPI)                 | 1 (30 Wo.)        | 30     |
| Vereinigte Staaten (Billboard) | 1 (20 Wo.)        | 20     |
| Vereinigtes Königreich (OCC)   | 1 (19 Wo.)        | 19     |

| ChartsJahrescharts (2001)      | Platzierung |
| ------------------------------ | ----------- |
| Deutschland (GfK)              | 11          |
| Österreich (Ö3)                | 11          |
| Schweiz (IFPI)                 | 5           |
| Vereinigte Staaten (Billboard) | 24          |

#### Auszeichnungen für Musikverkäufe
| Land/Region                  | Auszeichnungen für Musikverkäufe (Land/Region, Auszeichnung, Verkäufe) | Verkäufe  |
| ---------------------------- | ---------------------------------------------------------------------- | --------- |
| Australien (ARIA)            | 2× Platin                                                              | 140.000   |
| Belgien (BRMA)               | Platin                                                                 | 50.000    |
| Brasilien (PMB)              | Gold                                                                   | 30.000    |
| Dänemark (IFPI)              | Gold (2001) · + Gold (2021)                                            | 55.000    |
| Deutschland (BVMI)           | Platin                                                                 | 500.000   |
| Frankreich (SNEP)            | Silber                                                                 | 125.000   |
| Griechenland (IFPI)          | Gold                                                                   | 10.000    |
| Italien (FIMI)               | Gold                                                                   | 50.000    |
| Neuseeland (RMNZ)            | Platin                                                                 | 10.000    |
| Niederlande (NVPI)           | Platin                                                                 | 60.000    |
| Norwegen (IFPI)              | 2× Platin                                                              | 40.000    |
| Österreich (IFPI)            | Gold                                                                   | 20.000    |
| Schweden (IFPI)              | Platin                                                                 | 30.000    |
| Schweiz (IFPI)               | Gold                                                                   | 20.000    |
| Spanien (Promusicae)         | Gold                                                                   | 30.000    |
| Vereinigte Staaten (RIAA)    | Platin                                                                 | 1.000.000 |
| Vereinigtes Königreich (BPI) | 2× Platin                                                              | 1.200.000 |
| Insgesamt                    | 1× Silber · 8× Gold · 12× Platin ·                                     | 3.380.000 |

Hauptartikel: Christina Aguilera/Auszeichnungen für Musikverkäufe